# Koeleria caudata
Koeleria caudata là một loài thực vật có hoa trong họ Hòa thảo. Loài này được (Link) Steud. mô tả khoa học đầu tiên năm 1854.